# Dmitri Barsoek
Dmitri Nikolajevitsj Barsoek (Russisch: Дмитрий Николаевич Барсук) (Armavir, 20 januari 1980) is een voormalig Russisch beachvolleyballer. Hij won een zilveren medaille bij de wereldkampioenschappen en een bronzen medaille bij de Europese kampioenschappen. Daarnaast en nam hij tweemaal deel aan de Olympische Spelen.

## Carrière

### 1995 tot en met 2006
Barsoek speelde van 1995 tot en met 2000 samen met Aleksej Tarantin. In 1999 wonnen ze de Europese titel onder 19 en in 2000 werden ze derde bij de EK onder 23. In 1999 debuteerde Barsoek verder met Vladimir Kostjoekov in Moskou in de FIVB World Tour en in 2002 deed hij met Michail Koesjnerjov en Denis Tenenbaum mee aan drie mondiale toerooien. Van 2003 tot en met 2006 vormde Barsoek een team met Roman Arkajev. Het eerste jaar namen ze deel aan zeven reguliere FIVB-toernooien met een negende plaats op Mallorca als beste resultaat. Bij de EK in Alanya eindigde het duo als vierde nadat de halve finale en wedstrijd om het brons achtereenvolgens verloren werden van de Duitsers Markus Dieckmann en Jonas Reckermann en van de Zwitsers Markus Egger en Sascha Heyer. Bij de WK in Rio de Janeiro werden ze in de zestiende finale uitgeschakeld door de Zwitserse broers Martin en Paul Laciga.
In 2004 kwamen Barsoek en Arkajev bij elf internationale toernooien tot twee zevende plaatsen in Espinho en Rio de Janeiro en een negende plaats in Stavanger. Bij de EK in Timmendorfer Strand bleven ze steken in de achtste finale tegen Dieckmann en Reckermann. Het seizoen daarop eindigden ze als negende bij de WK in Berlijn; in de vierde ronde verloren ze van het Duitse tweetal Marvin Polte en Thorsten Schoen en in de vijfde ronde van de herkansing werden ze vervolgens uitgeshakeld door de latere wereldkampioenen Márcio Araújo en Fábio Luiz. Bij de EK in eigen land strandde het duo in de vierde herkansingswedstrijd tegen Patrick Heuscher en Stefan Kobel uit Zwitserland. Verder waren Barsoek en Arkajev actief op negen mondiale toernooien met een negende plaats in Zagreb als beste resultaat. In 2006 speelden ze negen wedstrijden in de World Tour, waarbij ze tot een zevende (Zagreb) en negende plaats (Sint-Petersburg) kwamen. Vervolgens wisselde Barsoek van partner naar Igor Kolodinski – met wie hij tot een met 2010 een team zou vormen. Het tweetal werd negende bij het Open-toernooi in Vitória en nam deel aan de EK in Den Haag, waar het na twee wedstrijden was uitgeschakeld.

### 2007 tot en met 2016
Het jaar daarop deden Barsoek en Kolodinski mee aan twaalf reguliere FIVB-toernooien waarbij ze op een uitzondering na enkel in de top tien eindigden. Ze behaalden onder meer een tweede (Sint-Petersburg), drie derde (Roseto degli Abruzzi, Zagreb en Marseille) en drie vierde plaatsen (Shanghai, Stavanger en Kristiansand). In Gstaad werden ze bovendien vice-wereldkampioen achter de Amerikanen Todd Rogers en Phil Dalhausser. Bij de EK in Valencia verloren ze in de vierde ronde van het Nederlandse duo Richard Schuil en Reinder Nummerdor, waarna ze in de herkansing werden uitgeschakeld door de latere winnaars Clemens Doppler en Peter Gartmayer. In 2008 speelden Barsoek en Kolodinski in aanloop naar de Spelen elf wedstrijden in de mondiale competitie. Ze boekten daarbij in Klagenfurt hun eerste overwinning en behaalden verder een tweede plaats in Barcelona en een vierde plaats in Gstaad. Bij de EK in Hamburg wonnen ze bovendien die bronzen medaille ten koste van de Duitsers Julius Brink en Christoph Dieckmann. Bij het olympisch beachvolleybaltoernooi in Peking bereikte het duo de achtste finale die verloren werd van de Brazilianen Ricardo Santos en Emanuel Rego.
Het daaropvolgende seizoen waren Barsoek en Kolodinski actief op negen toernooien in de World Tour. Ze behaalden daarbij onder meer een overwinning (Kristiansand), een vierde plaats (Klagenfurt) en twee vijfde plaatsen (Brasilia en Gstaad). Bij de WK in Stavanger werd het tweetal in de zestiende finale uitgeschakeld door Márcio Araújo en Fábio Luiz. Met Jaroslav Kosjkarjov werd Barsoek verder vijfde bij de EK in Sotsji nadat de kwartfinale verloren werd van het Spaanse duo Pablo Herrera en Adrián Gavira. Eind 2009 en begin 2010 speelde hij verder twee internationale wedstrijden met Konstantin Semjonov; met Kolodinski nam hij in 2010 deel aan drie toernooien en met Andrej Marisjev aan twee toernooien. Bij deze zeven wedstrijden kwam hij niet verder dan twee dertiende plaatsen. In 2011 deed hij met Aleksej Joetvalin mee aan de WK in Rome waar ze na drie nederlagen in de groepsfase strandden. Tot en met 2014 speelde hij afwisselend met Joeri Bogatov, Semjonov, Maksim Hoedjakov en Nikita Ljamin. Met laatstgenoemde behaalde Barsoek in 2014 een derde plaats in Xiamen.
In 2015 partnerde Barsoek met Kosjkarjov. Het duo behaalde een zilveren medaille bij de Europese Spelen in Bakoe achter Mārtiņš Pļaviņš en Haralds Regža uit Letland en deed mee aan de WK in Nederland waar ze na drie nederlagen in de groepsfase bleven steken. Bij de EK in Klagenfurt was de tussenronde tegen de Tsjechen Přemysl Kubala en Jan Hadrava het eindstation. Bij acht toernooien in de World Tour kwamen ze tot twee negende plaatsen (Luzern en Sotsji). Het jaar daarop vormde Barsoek een team met Ljamin. Ze waren actief op negen mondiale toernooien waarbij ze tot een vijfde (Fuzhou) en drie negende plaatsen kwamen (Kish, Maceió en Klagenfurt). Bij de EK in Biel/Bienne ging het duo als groepswinnaar door naar de achtste finale, waar ze werden uitgeschakeld door de Letten Jānis Šmēdiņš en Aleksandrs Samoilovs. In Rio eindigden Barsoek en Ljamin als vijfde bij de Olympische Spelen nadat ze de kwartinale verloren hadden van het Italiaanse duo Daniele Lupo en Paolo Nicolai. De Spelen waren bovendien het laatste optreden van Barsoek in het mondiale beachvolleybalcircuit.

## Palmares
Kampioenschappen
- 2005: 9e WK
- 2007:  WK
- 2008:  EK
- 2008: 9e OS
- 2015:  Europese Spelen
- 2016: 5e OS

FIVB World Tour
- 2007:  Roseto degli Abruzzi Open
- 2007:  Zagreb Open
- 2007:  Marseille Open
- 2007:  Sint-Petersburg Open
- 2008:  Barcelona Open
- 2008:  Grand Slam Klagenfurt
- 2009:  Kristiansand Open
- 2014:  Xiamen Open